# Automotore FS 216
Gli automotori FS 216, tipo ABL VI B, sono locomotive da manovra a scartamento normale che hanno iniziato a prestare servizio, nelle Ferrovie dello Stato italiane, a partire dal 1965 impiegati per le manovre leggere in stazioni intermedie.

## Caratteristiche
L'automotore, la cui massa era di 21,1 t era equipaggiato con un motore Diesel a 6 cilindri OM DG-L, il primo motore sovralimentato applicato a questi tipi di rotabili, di cilindrata 10308 cc che sviluppava una di potenza di 118 kW (160 CV) a 1750 giri/minuto che consentivano al rotabile di raggiungere la velocità massima di 30 km/h. La trasmissione era idrostatica Hydro Titan (Von Roll) con stadio finale a catene a rulli duplex.

## Costruzione
Gli automotori sono stati realizzati tra il 1965 e il 1967 in 55 esemplari; i primi quindici (0001 - 0015) dalla Antonio Badoni Spa. di Lecco, specializzata nella costruzione di mezzi da manovra  e i successivi (0016 - 0055) dalla SIMM (Sicula Metalmeccanica) di Carini, in provincia di Palermo, società costituita con apporto di capitale Badoni.

## Servizio
Gli automotori della serie 216 hanno prestato servizio dal 1965 all'inizio degli anni 2000, con 4 unità cedute ad imprese di lavori ferroviari e 14 unità che nel 2002 sono state accantonate ed in attesa di demolizione. L'automotore 216.0022, che veniva utilizzato per le manovre a Bologna San Donato, dopo l’ultima revisione fatta, è stato assegnato al DRS (Deposito Rotabili Storici) di Rimini nel 2002 e accantonato in attesa di una qualche decisione.

## Rotabili preservati
L'esemplare 216.0042, costruito nel 1967 nello stabilimento SIMM (Sicula Metalmeccanica) di Carini, e che ha svolto servizio presso il Deposito locomotive di Taranto  è stato preservato al Museo ferroviario della Puglia di Lecce.